# 靖江魁星阁
靖江魁星阁，位于江苏省泰州市靖江市，是中华人民共和国江苏省文物保护单位之一。
2006年6月5日，授予江苏省文物保护单位，是一座古建筑。